# Captain Tsubasa: Dream Team
Captain Tsubasa: Dream Team è un videogioco di calcio di tipo free-to-play, sviluppato da KLabGames per i sistemi operativi mobili iOS e Android e uscito il 13 giugno 2017 in Giappone, mentre nel resto del mondo è stato pubblicato il successivo 5 dicembre. È basato sul manga e anime Capitan Tsubasa, opera dell'autore Yōichi Takahashi.

## Trama
La modalità storia del gioco segue fedelmente gli archi narrativi di Capitan Tsubasa, a partire dalle avventure alle scuole medie fino al Rising Sun. Da marzo 2022 si è aggiunto il capitolo inedito Next Dream, ad opera dell'autore Yōichi Takahashi, che avrebbe seguito Oliver Hutton/Tsubasa Ōzora e compagni nei principali campionati europei, nel tentativo di aggiudicarsi la vittoria finale in Champions League.

## Modalità di gioco
Il gioco permette di creare e sviluppare la propria squadra, composta dai giocatori dell'universo di Capitan Tsubasa. I giocatori si ottengono tramite delle estrazioni (gacha), che si effettuano utilizzando un certo numero di dreamball, delle sfere color arcobaleno che si ottengono tramite il completamento degli eventi settimanali o delle partite online. Una volta impostata la propria formazione, nel corso della partita i comandi dei giocatori si dividono tra quelli utilizzabili in fase offensiva e quelli utilizzabili in fase difensiva: quando si è in possesso di palla, le opzioni per il giocatore sono dribbling, passaggio, tiro e uno-due; in fase di recupero palla, le opzioni sono contrasto, intercettazione e blocco. L'efficacia del contrasto è stabilita dal fatto che il pronostico sia azzeccato oppure no (al dribbling si risponde con il contrasto, al passaggio o all'uno-due si risponde con l'intercettazione e al tiro col blocco, quindi il giocatore deve cercare di intuire le intenzioni del proprio avversario o della CPU), dai valori dei personaggi utilizzati, dall'utilizzo delle eventuali tecniche speciali, da una componente legata ad elementi casuali e, infine, alla tipologia del calciatore. I calciatori si dividono infatti in tre tipi, ognuno rappresentato da un colore: resistenza (rosso), tecnico (verde) e agilità (blu): ognuno di questi tipi è forte su uno e debole sull'altro, come nella morra cinese; i giocatori resistenza sono superiori a quelli di tipo tecnico, che sono invece in vantaggio su quelli agilità, che sono infine forti su quelli resistenza. Nel corso della partita vengono seguite le regole basilari del calcio. Gli incontri possono essere giocati in modo automatico o manuale, con alcune eccezioni che permettono l'utilizzo soltanto dell'una o dell'altra a seconda del tipo di modalità di gioco.
Le principali modalità di gioco di dividono in eventi, storia, partite online e modalità a serie. Tra gli eventi sono presenti una serie di scenari a tempo, che devono essere completati in precisi giorni della settimana oppure in una certa tempistica, solitamente compresa tra una e due settimane. La storia segue invece gli archi narrativi della serie Capitan Tsubasa. Le partite online si disputano in rete contro altri giocatori e permettono di scalare le gerarchie globali per cercare di ricevere i premi migliori alla fine di ogni mese. Infine, la modalità a serie permette ogni giorno di giocare tre patite in modalità differita contro squadre di altri giocatori del mondo al fine di determinare un punteggio che stabilisce le gerarchie globali.

## Next Dream
Nel 2021 Yōichi Takahashi e KLab iniziarono a ideare "una storia originale per il videogioco che si sarebbe potuta fruire solo attraverso Captain Tsubasa: Dream Team". La storia divenne Next Dream, un prosieguo delle avventure di Tsubasa, dei suoi compagni di nazionale e dei loro avversari, alle prese con la massima competizione calcistica europea per club: la Champions League. La storia, scritta da Takahashi, è trasposta e distribuita all'interno dell'app del gioco da KLab tramite una serializzazione a episodi composti da testi, vignette e dialoghi parzialmente doppiati. L'inizio è avvenuto nel 2021 e i capitoli escono a frequenza mensile.
Dopo gli eventi delle Olimpiadi di Madrid, Tsubasa, i suoi compagni di nazionale e i loro avversari affrontano per la prima volta la sfida della massima competizione europea per club, la Champions League. Il Barcellona di Tsubasa viene inserito nel girone H con Inter (che ha acquistato Ishizaki e fatto tornare Aoi che già aveva militato nelle giovanili della squadra lombarda), Borussia Dortmund (che ha comprato il nazionale giapponese Nitta, che gioca in attacco con il talento norvegese Hartland) e Celtic. In altri gironi scendono in campo altri protagonisti dell'opera. Il Bayern Monaco come al termine del Rising Sun, ha aggiunto il Super Great Goalkeeper Wakabayashi al tridente offensivo composto da Schneider, Xiao e Levin. Ma in Germania oltre a Nitta ci sono nuovi arrivi, come Soda che si accasa al Werder Brema. In Francia il Paris Saint-Germain prova a costruire una squadra in grado di vincere la Champions League acquistando sia Pierre che Misaki, ma i due devono anche scontrarsi in Ligue 1 con l'Olympique Marseille di Napoleon, Jito e Sano. In Italia Hyuga torna alla Juventus dopo il prestito alla Reggiana e si ripropone lo scontro con Hino (nel frattempo diventato un giocatore del Napoli) per il titolo di miglior numero 9.